# 平山昇
平山 昇（ひらやま のぼる、1977年 - ）は日本の歴史学者。専門は日本近現代史。神奈川大学国際日本学部准教授。

## 来歴
1977年長崎県生まれ。東京大学教養学部卒業。同大学大学院総合文化研究科地域文化研究専攻修士課程修了、同博士課程単位取得満期退学、駿台予備学校講師となる。2011年、東京大学より博士（学術）を授く。2013年より九州産業大学商学部専任講師に就任。2017年同准教授。2020年より神奈川大学国際日本学部准教授。

## 主要業績

### 単著
- 『鉄道が変えた社寺参詣』交通新聞社、2012年　ISBN 978-4-330-32512-5
- 『初詣の社会史　鉄道が生んだ娯楽とナショナリズム』東京大学出版会、2015年　ISBN 4130262416
- 『戦前日本の「聖地」ツーリズム キリスト・日蓮・皇室』NHK出版、2025年　ISBN 9784140912942

### 編著
- 『大学的神奈川ガイド こだわりの歩き方』昭和堂、2024年　ISBN 9784812223178

### 分担執筆
- 「『観光と鉄道』の『社寺参詣と鉄道―東北の事例から』」高階秀爾・老川慶喜・高木博志・芳賀徹編著『鉄道がつくった日本の近代』成山堂書店、2014年　ISBN 442530361X
- 「『体験』と『気分』の共同体―戦間期の『聖地』ツーリズム」塩出浩之編著『公論と交際の東アジア近代』東京大学出版会、2016年　ISBN 4130203045
- 「娯楽の自粛について考える ―ある観光系学科の講義から」歴史学研究会編著『歴史を社会に活かす: 楽しむ・学ぶ・伝える・観る』東京大学出版会、2017年　ISBN 9784130230735
- The Community of "Experience" and "Mood" : Pilgrimage Tourism to Ise Jingu in the Early 20th century Japan. In Lazarevič, Nobuhiro Shiba and Kenta Suzuki(ed.). The 20th century through historiographies and textbooks, Inštitut za novejšo zgodovino. 2018. ISBN 9789616386890
- 「修学旅行は謎だらけ!? ―修学旅行から日本の観光文化と大衆化を考える―」千相哲編著『九州観光学』晃洋書房、2018年　ISBN 4771030588
- 「大正・昭和戦前期の伊勢神宮参拝の動向―娯楽とナショナリズムの両側面から―」高木博志編著『近代天皇制と社会』思文閣出版、2018年　ISBN 4784219552
- 「初詣と『国家神道』―明治神宮は入っているか」山口輝臣編著『戦後史のなかの「国家神道」』山川出版社、2018年　ISBN 4634523671
- 「実業家と伊勢神宮参拝に関する一試論」藤田大誠編著『国家神道と国体論 宗教とナショナリズムの学際的研究』弘文堂、2019年　ISBN 9784335160950
- 「近代日本の鉄道と社寺参詣」山中弘編著『現代宗教とスピリチュアル・マーケット』弘文堂、2020年　ISBN 9784335161001
- 「明治の終わりと宗教―『皇室＋神社』が当たり前になるまで」島薗進・末木文美士・大谷栄一・西村明編著『近代日本宗教史 第2巻 国家と信仰』春秋社、2021年　ISBN 9784393299623
- 「近代の社寺参詣と鉄道」横浜国立大学都市科学部編著『都市科学事典』春風社、2021年　ISBN 978-4-86110-734-4
- 「大正期の橿原神宮に関する覚書 —〝運動する宮司〟菟田茂丸に着目してー」奈良県立大学ユーラシア研究センター編著『奈良に蒔かれた言葉～近世・近代の思想』京阪奈情報教育出版、2022年　ISBN 487806823X
- 「渋沢栄一と明治神宮―内苑との隔たり、外苑への思い」山口輝臣編著『渋沢栄一はなぜ「宗教」を支援したのか』ミネルヴァ書房、2022年　ISBN 9784623093007
- 「総力戦体制と『聖地ツーリズム』―『鍛錬』と『信仰』」川島真・岩谷將編著『日中戦争研究の現在 歴史と歴史認識問題』東京大学出版会、2022年　ISBN 4130262688
- 「交通の近代化―鉄道は人々の生活と思考をどう変えたのか」岩城卓二・上島享・河西秀哉・塩出浩之・谷川穣・告井幸男編著『論点・日本史学』ミネルヴァ書房、2022年　ISBN 9784623093496
- 「鉄道と社寺参詣」大谷栄一・吉永進一・近藤俊太郎編著『増補改訂 近代仏教スタディーズ 仏教からみたもうひとつの近代』法藏館、2023年　ISBN 9784831855800
- 「除夜の鐘と京都―草創期ラジオとの関わりに着目して」高木博志編著『近代京都と文化』思文閣出版、2023年　ISBN 9784784220649
- 「日蓮の『聖地』身延山へのツーリズム―教養主義、富士身延鉄道、高山樗牛―」森覚・大澤絢子編著『読んで観て聴く 近代日本の仏教文化』法藏館、2024年　ISBN 9784831855848